# Pierre II. de Bourbon

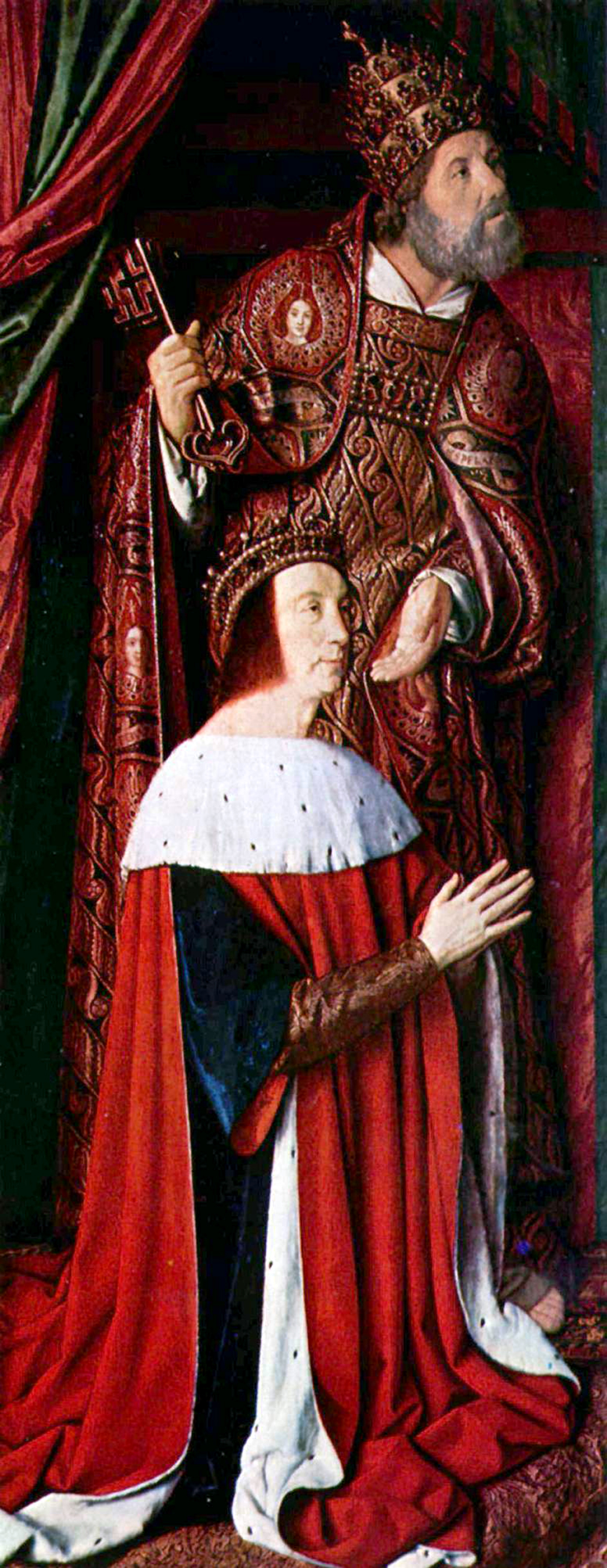
Porträt Pierres II. de Bourbon mit dem Heiligen Petrus auf dem Triptychon von Moulins, 1489–1499

Pierre II. de Bourbon (* 1. Dezember 1438; † 10. Oktober 1503 im Schloss Moulins) war von 1488 bis 1503 Herzog von Bourbon. Seine Frau Anne de Beaujeu war von 1483 bis 1491 Regentin des französischen Königreichs.

## Leben
Pierre war der vierte Sohn des Herzogs Charles I. de Bourbon und dessen Frau Agnes von Burgund, Tochter des Herzogs Johann Ohnefurcht und seiner Frau Margarete von Bayern aus dem Hause Wittelsbach.
Am 8. November 1473 heiratete er Anne de Beaujeu, Tochter des französischen Königs Ludwig XI. und dessen Ehefrau Prinzessin Charlotte von Savoyen. Aus der Ehe gingen zwei Kinder hervor:
- Karl (1476–1498), Herzog von Clermont
- Suzanne (1491–1521), Herzogin von Bourbon ⚭ 1505 Charles III. de Bourbon-Montpensier

Pierre wurde am Hof seines Onkels, Herzog Philipp III., erzogen und beteiligte sich im Jahr 1465 an der gegen den König Ludwig XI. gerichteten Ligue du Bien public. Danach wurde er jedoch vom König in dessen Dienst genommen und erwies sich als loyaler politischer Helfer. Im Jahr 1473 fungierte er als Gouverneur von Guyenne und nötigte – zusammen mit Jean Jauffroy – den Grafen Jean V. d’Armagnac zur Kapitulation. Zehn Jahre später wurden er und seine Frau für die Vormundschaft des minderjährigen Dauphins Karl VIII. designiert. Nach dem Tod König Ludwigs XI. übten sie, ohne eigentlichen Rechtstitel, von 1484 bis 1491 die Regentschaft aus. Seine Frau setzte die Eheallianz zwischen ihrem Bruder und der Herzogin Anne de Bretagne durch, wodurch sie die Einverleibung des Herzogtums Bretagne vorbereiteten.
Pierre hatte nur seine Tochter Suzanne als einzig überlebende Nachfahrin. Er musste daher fürchten, dass das Herzogtum Bourbon und seine anderen Besitzungen nach seinem Tod an die Krone fallen würden. Er söhnte sich daher im Jahr 1498 mit dem Herzog von Orléans – derweil als Ludwig XII. König von Frankreich – aus und sicherte so seiner Tochter das Erbe. Nach seinem Tod (1503) verheiratete Anne de Beaujeu deshalb ihre Tochter mit ihrem Vetter Herzog Charles III. de Bourbon-Montpensier, der von einem jüngeren Sohn Jeans I. de Bourbon abstammte und daher als männlicher Erbe der Herzogswürde gelten konnte. Dennoch forderten die Königin-Mutter, Luise von Savoyen, und der König das Erbe nach dem Tod Suzannes im Jahr 1521 für sich. Daraus entwickelte sich ein Konflikt, dem das Herzogtum Bourbon schließlich doch noch zum Opfer fiel.